# Branislav Ivanović
Branislav Ivanović (srp. Бранислав Ивановић; Srijemska Mitrovica, 22. veljače 1984.) bivši je srbijanski nogometaš koji je igrao na poziciji obrambenoga igrača gdje je mogao igrati na više pozicija, a dobro se mogao snaći i kao povučeni vezni igrač.

## Počeci
Branislavovi roditelji, Rade i Slavica također su nekad bili športaši, tako da se i on opredijelio za šport. Započeo je u omladinskom pogonu lokalnog FK "Srem", u kojem je i njegov otac također igrao. Kasnije Ivanović počinje igrati u seniorskoj momčadi kluba, kako u obrani tako i u veznom redu.

## Klupska karijera

### Srbija
Svoju profesionalnu karijeru, Branislav Ivanović započeo je u lokalnom FK Sremu i Remontu iz Čačka. U prosincu 2003., tijekom zimskog transfernog roka, kupuje ga OFK Beograd.

### Lokomotiv Moskva
Nakon tri godine u srpskom prvenstvu, Ivanović u siječnju 2006. potpisuje za ruski Lokomotiv iz Moskve. Trener kluba bio je Ivanovićev sunarodnjak Slavoljub Muslin, te je zbog toga tada 22-godišnji igrač u prvoj sezoni nastupio u 28 prvenstvenih utakmica, postigavši pritom dva pogotka. Te sezone zaradio je i pet žutih kartona. Tijekom cijele sezone bio je zamijenjen svega dva puta. Bio je bitan čimbenik kluba koji se te sezone žestoko borio za naslov prvaka te je klub tek pred kraj prvenstva ispao iz igre. Međutim klub je 2007. osvojio ruski kup.
Tijekom karijere u Rusiji izborio se za standardno mjesto u nacionalnoj reprezentaciji.

### Chelsea

##### 2007./08.
Dana 15. siječnja 2008. Chelsea potvrđuje dogovorene uvjete kupnje Branislava Ivanovića iz moskovskog Lokomotiva. Tako je Chelsea uspio dovesti igrača za kojeg su veoma zainteresirani bili Ajax, AC Milan, Inter Milan i Juventus. Iako iznos transfera nije otkriven, špekulira se o iznosu od 9 mil. GBP. Lokomotiv Moskva izjavio je da je vrijednost transfera bila 9,7 mil. GBP (13 mil. eura). Prema izvještaju kluba radi se o najvećem transferu u ruskoj nogometnoj povijesti.
Ivanović je sljedeći dan potpisao ugovor na 3,5 godine. Igraču je dan dres s brojem 2.
Iako je doveden za velik novac, Ivanović nije nastupao za prvu momčad u sezoni 2007./08., dok je klub vodio Izraelac Avram Grant. Razlog tome bio je nedostatak igračeve fizičke spreme, jer je rusko prvenstvo završilo nekoliko mjeseci prije Ivanovićeva potpisivanja ugovora za londonski klub. Međutim igrač je izborio jedan nastup za prvu i dva nastupa za rezervnu momčad.

##### 2008./09.
Tijekom ljetne stanke 2008. godine, Ivanovića se povezivalo s AC Milanom i Juventusom. Međutim novi trener, Brazilac Luiz Felipe Scolari, igraču je rekao da računa na njega te je Ivanović ostao u klubu.
Nakon više od osam mjeseci postao je standardni igrač Chelseaja. Prvu utakmicu kao standardni igrač odigrao je 24. rujna 2008. u utakmici Carling Cupa protiv Portsmoutha. U Premijer ligi je "debitirao" protiv Aston Ville, 5. listopada, gdje je Chelsea pobijedio s 2:0. U prvom dijelu sezone 2008./09. odigrao je 9 utakmica pod Scolarijevim vodstvom.
Tijekom zimskog transfernog roka 2009., Ivanovića je htjela kupiti Fiorentina. 27. siječnja igračev agent Vlado Borozan potvrdio je da su u tijeku pregovori s klubom, međutim 1. veljače igračev je menadžer Ernesto Broseti, rekao da je Chelsea spreman prodati igrača, no on će najvjerojatnije ostati u Londonu, što se u konačnici i dogodilo.
Chelsea je smijenio postojećeg trenera, te doveo Nizozemca Guusa Hiddinka. Prvu je utakmicu pod njegovim vodstvom Ivanović odigrao 4. travnja protiv Newcastle Uniteda. To je bila prva Ivanovićeva prvenstvena utakmica nakon tri mjeseca. Vjerojatno je toj trenerovoj odluci "kumovao" Ivanovićev reprezentativni pogodak Rumunjskoj, u kvalifikacijama za Mundijal 2010., svega nekoliko dana ranije.
Prvi gol za Chelsea postigao je u prvoj utakmici četvrtfinala Lige prvaka na gostovanju kod Liverpoola, na Anfield Roadu. Kasnije je postigao i drugi gol, koji je kao i prvi, postignut glavom iz kornera. Ta dva gola pokazala su se ključnim ne samo za 3:1 pobjedu, nego i za nastavak kluba u natjecanju. Također, ti zgodici Ivanoviću su osigurali kod Hiddinka startno mjesto u momčadi. Zbog toga je igrač ubrzo postao miljenik navijača, koji su mu dali nadimak Branislav "dva pogotka" Ivanović. Međutim, Hiddink je igrača ostavio na klupi do ostatka sezone, nakon prve utakmice polufinala Lige prvaka protiv Barcelona. Tako Ivanović nije igrao u kontroverznom uzvratu u Kataloniji.

##### 2009./10.
Na otvaranju prvenstva, Ivanović je nastupio u početnom sastavu koji se protiv tadašnjih prvaka Manchester Uniteda natjecao u finalu Community Shielda. Igrač je na poluvremenu zamijenjen, te umjesto njega u igru ulazi José Bosingwa. Chelsea je osvojio Community Shield, nakon boljeg izvođenja jedanaesteraca (4:1).
Sredinom kolovoza 2009., Ivanović je protiv Sunderlanda odigrao prvu prvenstvenu utakmicu u novoj sezoni. Utakmica je završena pobjedom Chelseaja od 3:1, a pogotke su postigli Michael Ballack, Frank Lampard i Deco. U rujnu iste godine igrač je prvi puta u sezoni nastupio u Ligi prvaka, protiv Porta, kao zamjena za Joséa Bosingwu, koji je bio prvi izbor kluba na poziciji desnog beka. Prvi pogodak u novoj prvenstvenoj sezoni ostvario je iz jedanaesterca protiv Bolton Wanderersa, 31. listopada 2009. Chelsea je na toj gostujućoj utakmici pobijedio s 4:0.
Budući da je njegov glavni konkurent u obrani, José Bosingwa ozlijedio koljeno u listopadu 2009. Ivanović se pokazao kao prvi izbor kluba u obrani.
Iako je za Chelsea igrao mnogo više neko proteklih sezona, Ivanovića se i dalje povezivalo s mnogim europskim momčadima. 22. prosinca 2009., tjedan dana prije nego što se otvorio zimski prijelaznni rok, visoko tiražne španjolske sportske novine MARCA objavile su kako Real Madrid želi dovesti Ivanovića kao zamjenu za ozlijeđenog centralnog braniča. Ta vijest imala je veliku vjerodostojnost, jer je MARCA usko povezana s Realom.
Nastavkom sezone 2009./10., Ivanović je ostao u Chelseaju, odnosno u njegovoj prvoj momčadi. U nokaut fazi Lige prvaka protiv Inter Milana, Ivanović je asistirao suigraču Salomonu Kalou, koji je nakon toga postigao pogodak.
Kao veliku čast, igrač je završetkom sezone 2009./10. uvršten u idealnu momčad FA Premijer lige, na poziciji desnog beka.

### Zenit Sankt Peterburg
U siječnju 2017. je Ivanović kao slobodan igrač potpisao za ruski FK Zenit iz Sankt Peterburga. Srbin je tako Bluese napustio nakon devet godina. U Rusiji ga ugovor veže na dvije i pol godine.

## Reprezentativna karijera

### Sastav do 21 godine
Ivanović je za momčad do 21 godine tadašnje Srbije i Crne Gore debitirao 15. prosinca 2003. u Ohridu, na utakmici protiv vršnjaka iz Makedonije. Mladi reprezentativci SiCG pobijedili su s rezultatom od 4:1. U drugoj utakmici dva dana poslije, s istim protivnikom, Ivanović postiže pododak u 7:0 pobjedi.
S reprezentacijom je sudjelovao na Europskom prvenstvu 2006. u Portugalu. Na turniru je sudjelovao na četiri utakmice te je postigao jedan pogodak za SiCG. Na tom turniru, kao i na sljedećem turniru 2007., Ivanović je bio kapetan momčadi. Na turniru 2007. mlada reprezentacija Srbije i Crne Gore došla je do finala u kojem je poražena od Nizozemske.
U konačnici, igrač je za mladu reprezentaciju prikupio 38 nastupa te postigao 4 pogotka.

### Seniorski sastav
Prvu utakmicu za srbijansku reprezentaciju, igrač je odigrao 8. lipnja 2005. U prijateljskoj utakmici protiv Italije, u kanadskom Torontu, Ivanović je igrao do 77. minute kada je zamijenjen s tadašnjim klupskim suigračem, Markom Bašom. Utakmica je odigrana neriješenim rezultatom, 1:1.
Prvi pogodak za reprezentaciju, Ivanović je postigao 12. rujna 2007. na gostovanju kod Portugala, u Lisabonu. Taj gol imao je veliku važnost, jer je Srbija do 88. minute gubila s 1:0. Nakon slobodnog udarca kojeg je izveo Dejan Stanković, Ivanović je izjednačio udarcem u protivničkom petercu. Bila je to utakmica kvalifikacija za EURO 2008. u Austriji i Švicarskoj.
Unatoč tome što u to vrijeme nije imao standardno mjestu u Chelseaju, Ivanović je i dalje bio član početnog sastava u reprezentaciji. Tako je bilo tijekom cijelog kvalifikacijskog ciklusa za Svjetsko prvenstvo u Južnoj Africi 2010., kada je Srbiju vodio novi izbornik, Radomir Antić. 29. ožujka 2009., Ivanović je s tri pogotka za reprezentaciju u kvalifikacijama, bio najbolji strijelac u cijeloj kvalifikacijskoj skupini 7, u kojoj se nalazila Srbija.
U reprezentaciji igra na poziciji centralnog braniča zajedno s Nemanjom Vidićem, igračem Manchester Uniteda.
Ivanović je sa srbijanskom reprezentacijom nastupio na Svjetskom prvenstvu u Južnoj Africi 2010., no Srbija je ispala već u skupini s Njemačkom, Ganom i Australijom.

## Privatni život
Po majčinoj je strani Branislav Ivanović u rodu s pok. srbijanskim nogometašem Crvene zvezde, Đorđem Milovanovićem, poznatim pod nadimkom "Đoka Bomba". Milovanovićev sin Dejan, danas je također nogometaš te nastupa za francuski RC Lens.

## Osvojeni trofeji

### Klupski trofeji
| Rusija           | Rusija              | Rusija          |
| Klub             | Natjecanje          | Sezona (godina) |
| ---------------- | ------------------- | --------------- |
| Lokomotiv Moskva | Ruski kup           | 2007.           |
| Engleska         |                     |                 |
| Chelsea          | FA Community Shield | 2009.           |
| Chelsea          | FA kup              | 2009.           |
| Chelsea          | FA kup              | 2010.           |
| Chelsea          | Englesko prvenstvo  | 2009./10.       |
| Chelsea          | FA kup              | 2012.           |
| Chelsea          | UEFA Liga prvaka    | 2012.           |
| Chelsea          | UEFA Europska liga  | 2013.           |

## Vanjske poveznice
- Ivanović na National-Football-Teams.com
- Statistika igrača na Soccerbase.com  Arhivirana inačica izvorne stranice od 31. ožujka 2009. (Wayback Machine)
- Statistika igrača na Soccerway.com
- Reprezentativni profil igrača
- Profil igrača na Goal.com  Arhivirana inačica izvorne stranice od 5. veljače 2009. (Wayback Machine)
- Profil